# Cirque du Soleil: Worlds Away
Cirque du Soleil: Worlds Away (bra: Cirque Du Soleil – Outros Mundos; prt: Cirque du Soleil: Viagem a Mundos Distantes) é um filme estadunidense de 2012, do gênero fantasia, dirigido por Andrew Adamson.
O filme estreou em 20 de outubro de 2012, no Tokyo International Film Festival, e nos cinemas dos Estados Unidos estreou no dia 21 de dezembro de 2012 e em 22 de fevereiro de 2013 no Brasil. Com sessões em 2D e 3D, em todo o mundo.